# Narząd świetlny

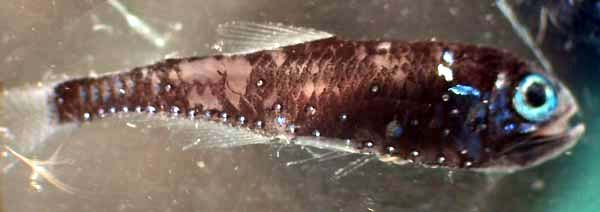
Fotofory u larwy ryby z rodziny świetlikowatych

Narząd świetlny, fotofor – emitujący światło narząd występujący w skórze niektórych gatunków ryb, spotykane również u głowonogów. Fotofory różnych gatunków mają różny stopień skomplikowania budowy – od stosunkowo prostych do złożonych na wzór budowy oka. 
Wgłębienie w skórze – zwykle w kształcie kulistego tworu zbudowanego ze świecących komórek gruczołowych (fotocyty) – jest wyścielone ciemno pigmentowaną błoną pokrytą warstwą odblaskową (tzw. reflektor), zapobiegającą przenikaniu światła w głąb ciała. 
Zewnętrzna łuska pokrywająca fotofor jest przekształcona w soczewkę. Połączona z nią przesłona umożliwia regulację natężenia i kierunku emitowanego światła.
Fotofory występują u niektórych ryb głębinowych. Pełnią różne funkcje, przy czym nie wszystkie zostały poznane. Ryby z rodziny świetlikowatych mają fotofory położone w różnych częściach powierzchni ciała, ich układ zależny jest od gatunku, a budowa fotoforów samców jest inna niż fotoforów samic. Prawdopodobnie narządy świetlne mają znaczenie w okresie godowym tych ryb.

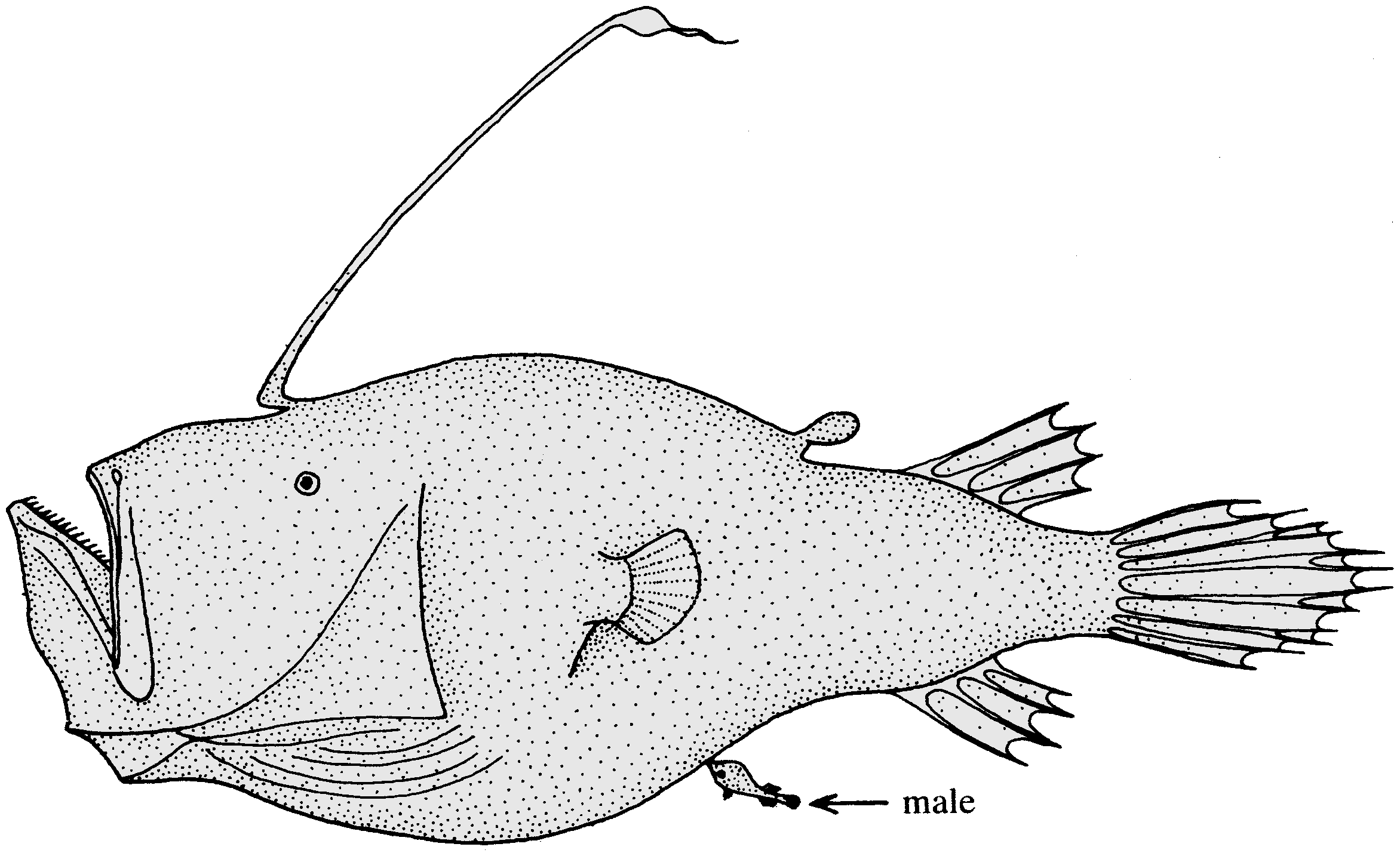
Matronicowate wabią swoje ofiary rozświetlonym końcem przekształconego promienia płetwy grzbietowej

U matronicowatych pierwsze promienie płetwy grzbietowej przekształciły się w rodzaj antenki (tzw. illicium) zakończonej narządem świetlnym, służącym jako wabik dla potencjalnej ofiary. Działanie wabika jest podobne do zarzucania wędki z przynętą. 
Narządy świetlne niektórych ryb są połączone z wyspecjalizowanymi gruczołami (np. wydzielającymi śluz), skupiającymi lub odbijającymi światło łuskami. 
U niektórych gatunków funkcje narządów świetlnych pełnią gruczoły wypełnione bakteriami luminescencyjnymi Photobacterium luciferum, Vibrio phosphoreum (Photobacterium phosphoreum), Vibrio fischeri i Vibrio harveyi.